# Pete Maravich Assembly Center
Il Pete Maravich Assembly Center è un palazzetto polifunzionale della capienza di 13,472 spettatori a Baton Rouge (Louisiana). Fu aperto nel 1972 ed è la casa delle squadre di pallacanestro della Louisiana State University: i Tigers e le Lady Tigers.  Inizialmente era noto come LSU Assembly Center, ma fu rinominato in memoria di Pete Maravich, una leggenda dei Tigers, poco dopo la sua morte nel 1988. In quell'anno ha anche ospitato il torneo di pallacanestro maschile della Southeastern Conference. In città è nota con diversi soprannomi: "The PMAC" e "The House that Pete Built," o il più noto "The Deaf Dome," coniato da Dick Vitale.
L'edificio è situato direttamente a nord del Tiger Stadium, e il suo tetto luminoso bianco può essere visto da molti punti di questo stadio.  La costruzione include il Pete Maravich Pass, un'area dedicata alla vita e alle gesta di alunni della LSU e altre memorabilia della pallacanestro LSU.  Prima che nell'Assembly Center, LSU giocava le sue partite casalinghe al John M. Parker Agricultural Coliseum (aka "Cow Palace").
Nel 1998 l'arena ha ospitato i Louisiana Bayou Beast della Professional Indoor Football League in due partite di preseason e otto di regular season oltre che la finale PIFL il 15 agosto 1998. Ha ospitato anche il torneo NCAA di basket nelle finali 1976 e 1986.